# Gabriel Díaz (taekwondo)
Gabriel Díaz es un deportista mexicano que compitió en taekwondo. Ganó una medalla de bronce en el Campeonato Panamericano de Taekwondo de 1988 en la categoría de –58 kg.

## Palmarés internacional
| Campeonato Panamericano | Campeonato Panamericano | Campeonato Panamericano | Campeonato Panamericano |
| Año                     | Lugar                   | Medalla                 | Categoría               |
| ----------------------- | ----------------------- | ----------------------- | ----------------------- |
| 1988                    | Lima (Perú)             | Medalla de bronce       | –58 kg                  |